# Live in London 2011
Pour les articles homonymes, voir Live in London.
 (février 2021).
Albums de Miyavi
What's My Name?
(2010)
Live in London 2011 est le 1er album live de Miyavi, sorti sous le label EMI Music Japan le 2 mai 2011 au Japon.

## Liste des titres
| 1.  | WHAT'S MY NAME?                                     | 4:58  |
| 2.  | UNIVERSE                                            | 3:59  |
| 3.  | SURVIVE                                             | 4:16  |
| 4.  | CHILLIN' CHILLIN' MONEY BLUE$                       | 5:51  |
| 5.  | I LOVE YOU, I LOVE YOU, I LOVE YOU, AND I HATE YOU. | 6:37  |
| 6.  | GRAVITY                                             | 8:33  |
| 7.  | MOON                                                | 5:08  |
| 8.  | WE LOVE YOU                                         | 9:05  |
| 9.  | S.M.F.B.                                            | 3:06  |
| 10. | FUTURISTIC LOVE                                     | 14:52 |